# Lora
Lora je ime za dio grada Splita smješten na sjeverozapadnom dijelu splitskog poluotoka. Sastavni je dio Gradskog kotara Spinut.
Sa zapadne i sjeverne strane pruža se Kaštelanski zaljev, s istoka joj je susjed Brodosplit, a s južne strane susjedi su joj Skalice i Poljud.
U godinama iza Drugog svjetskog rata u njoj se smjestila ratna mornarica SFR Jugoslavije, koja je za svoje potrebe izgradila svu infrastrukturu. Smještene su u njoj ustanove za naobrazbu, šport, zdravstvenu skrb i dr.
Danas je Lora ratna luka Hrvatske ratne mornarice.

## Spomenici i znamenitosti
- Arheološko nalazište Lora